# Alienus
Alienus is een kevergeslacht uit de familie van de boktorren (Cerambycidae). De wetenschappelijke naam van het geslacht werd voor het eerst geldig gepubliceerd in 2010 door Galileo & Martins.

## Soorten
Alienus is monotypisch en omvat slechts de volgende soort:
- Alienus curiosus Galileo & Martins, 2010